# Еразъм (програма)
„Еразъм“ (ERASMUS – EuRopean Community Action Scheme for the Mobility of University Students) е програма на Европейския съюз за студентски обмен с цел обучение и стаж в чужбина, в която през 2012 година участват 33 държави. Програма „Еразъм“ е най-добре познатата програма на Европейския съюз.
„Еразъм“ е част от стратегията за борба с младежката безработица на Европейския съюз. Програмата оказва подкрепа в постигането на модерно висше образование, поддържащо по-тесни връзки между академичните институции и работодателите. Първоначално програмата е само за студентски обмен с цел обучение, но от 2007 г. целта може да бъде и стаж.
През учебната година 2011/12 в програмата се очаква да вземат участие повече от 250 хил. студенти.
Бюджетът на програмата за периода 2007 – 2013 г. е около 3 млрд. евро.

## История

### Произход на името
Програмата „Еразъм“ е кръстена на нидерландския философ и хуманист Дезидерий Еразъм Ротердамски. Той живее във времето на велики географски и научни открития – Бартоломеу Диаш стига до нос Добра Надежда; Колумб открива Америка; Вашку да Гама намира нов път за Индия; Педро Кабрал открива Бразилия, Магелан прави първото околосветско пътуване; Коперник създава своята теория за вселената и небесните тела; Гутенберг изнамира новото книгопечатане с подвижни букви.

### Началото
Създадена на 30 януари 1987 г. като програма на Европейската общност за студентска мобилност, Еразъм е напълно децентрализирана програма за сътрудничество в областта на висшето образование. За периода 1987 – 2012 г. в нея са участвали близо три милиона студента.

### Промени
През 2007 година Европейската комисия обединява образователните си инициативи, което включва и програмата „Еразъм“, в една обща програма – „Учене през целия живот“. Дейностите на програмата на национално ниво се координират от Център за развитие на човешките ресурси.

## Участващи държави
В програмата „Еразъм“ участват 33 държави – 27-те държави в Европейския съюз, както и Исландия, Лихтенщайн, Норвегия, Турция и Швейцария.

## Условия за участие в „Еразъм“ за българи
Право на участие в Еразъм стажовете имат само студенти граждани на България или други държави членки на Европейския съюз, учещи в легитимни и акредитирани български висши училища, които притежават Разширена Харта Еразъм и са партньори на Еразъм Консорциум.
Други условия за участие са:
- Студентите да са записани за обучение редовна, задочна или дистанционна форма на обучение и преминали поне първи два семестъра в системата за висше образование. Студентите първи курс магистърски програми след успешно преминало обучение като бакалавър са легитимни участници в Еразъм практиките, тъй като те вече са преминали през първите два семестъра на обучение по време на бакалавърската степен.
- Студенти, които не са участвали преди в Студентски практики по програма Еразъм. Участието в Еразъм стаж е еднократно. Студентите, които са участвали с цел обучение по програма Еразъм, могат да кандидатстват за Еразъм практики.
- Студентите владеят много добре работния език на стажа. Работният език се определя от работодателя, който проверява езиковите компетенции на студенти по телефона или се прави предварителен тест преди кандидатстването по програмата.